# 1983 في اليابان
فيما يلي قوائم الأحداث التي وقعت خلال عام 1983 في اليابان.

## سياسة

### تعيين في المنصب
- 27 ديسمبر – يوشيرو موري وزير التعليم  [لغات أخرى]‏.

### انتهاء فترة المنصب
- 1 فبراير – موريهيرو هوسوكاوا عضو مجلس المستشارين.

## ظهور
- 1 يناير – مجلة سبيشل مجلة.

## أفلام
من الأفلام التي صدرت هذه السنة في اليابان:
- 1 يناير – جين الحافي
- 1 يناير – أنشودة ناراياما من إخراج إيمامورا شوهيه.
- 10 مايو – عيد ميلاد مجيد سيد لورانس من إخراج ناغيسا أوشيما.

## برامج ومسلسلات وأنمي
- المحقق غادجيت

## مواليد

### يناير
- 1 يناير – تاكويا سوجياما لاعب كرة قدم ياباني.
- 4 يناير – يوشيكي ناكاي لاعب كرة قدم ياباني.
- 6 يناير – دايسوكي تاناكا لاعب كرة قدم ياباني.
- 12 يناير – ماساكاتسو ساوا لاعب كرة قدم ياباني.
- 12 يناير – يوشياكي فوجيتا لاعب كرة قدم ياباني.
- 13 يناير – شينسوكي شيمابوكورو لاعب كرة قدم ياباني.
- 16 يناير – دايسوكي ساكاتا لاعب كرة قدم ياباني.
- 19 يناير – نوزومي ساساكي مؤدّية صوت يابانية.
- 20 يناير – ماري ياغوشي مغنية يابانية.
- 25 يناير – ماسافومي مايدا لاعب كرة قدم ياباني.
- 25 يناير – ياسويوكي كونو لاعب كرة قدم ياباني.
- 26 يناير – أتسوشي ميو لاعب كرة قدم ياباني.
- 26 يناير – تايتن ساتو لاعب كرة قدم ياباني.

### فبراير
- 2 فبراير – ماساتو وسوقي لاعب كرة قدم ياباني.
- 3 فبراير – أسوكا أوزورا
- 7 فبراير – شو كاموغاوا لاعب كرة قدم ياباني.
- 12 فبراير – تاكاشي ساسانو لاعب كرة قدم ياباني.
- 19 فبراير – دايجو كوباياشي لاعب كرة قدم ياباني.
- 19 فبراير – ميكا ناكاجيما مغنية يابانية.
- 21 فبراير – هيديتوشي اكو لاعب كرة قدم ياباني.
- 25 فبراير – أكيرا يايجاشي ملاكم ياباني.

### مارس
- 1 مارس – هيديو تاناكا لاعب كرة قدم ياباني.
- 4 مارس – كازويوشي سوازونو لاعب كرة قدم ياباني.
- 19 مارس – تومويوشي كوياما متسابق دراجات نارية ياباني.
- 20 مارس – إيجي كاواشيما لاعب كرة قدم ياباني.
- 24 مارس – كازوناري هوساكا لاعب كرة قدم ياباني.

### أبريل
- 2 أبريل – يو هاياشي
- 4 أبريل – توشيميتسو اساي لاعب كرة قدم ياباني.
- 6 أبريل – ميتسورو ناجاتا لاعب كرة قدم ياباني.
- 7 أبريل – شو تاجما لاعب كرة قدم ياباني.
- 7 أبريل – يوكي أوسوا لاعب كرة قدم ياباني.
- 8 أبريل – تاكوما هيداكا لاعب كرة قدم ياباني.
- 8 أبريل – تسويوشي كانيكو لاعب كرة قدم ياباني.
- 10 أبريل – فومييوكي بيبو درّاج طريق ياباني.
- 11 أبريل – تاإيرا إينوي لاعب كرة قدم ياباني.
- 11 أبريل – نوبوهيسا كوباياشي لاعب كرة قدم ياباني.
- 13 أبريل – كينتارو تاكادا لاعب كرة قدم ياباني.
- 13 أبريل – يوشيهيتو فوجيتا لاعب كرة قدم ياباني.
- 14 أبريل – تاكيشي سود لاعب كرة قدم ياباني.
- 15 أبريل – هيدكي نيشيمورا لاعب كرة قدم ياباني.
- 17 أبريل – كيجي أوتاني لاعب كرة قدم ياباني.
- 17 أبريل – ماساتو إيشيد لاعب كرة قدم ياباني.
- 17 أبريل – ماساشي أوتاني لاعب كرة قدم ياباني.
- 19 أبريل – ريوج ياماناكا لاعب كرة قدم ياباني.
- 21 أبريل – دايشيرو ميازاكي لاعب كرة قدم ياباني.
- 24 أبريل – جونيا تاناكا لاعب كرة قدم ياباني.
- 24 أبريل – نيوتا ميزونو متسابق دراجات نارية ياباني.

### مايو
- 2 مايو – تيتسويا إيهنوموتو لاعب كرة قدم ياباني.
- 2 مايو – يويا هيكيتشي لاعب كرة قدم ياباني.
- 3 مايو – ساتورو ياماغيشي لاعب كرة قدم ياباني.
- 3 مايو – شينيا تشيب لاعب كرة قدم ياباني.
- 3 مايو – يوجي أونوزاوا لاعب كرة قدم ياباني.
- 5 مايو – شوسوكي تسوبوأوشي لاعب كرة قدم ياباني.
- 5 مايو – كوتا أوجي لاعب كرة قدم ياباني.
- 6 مايو – هيرويوكي تاكاهاشي لاعب كرة قدم ياباني.
- 6 مايو – يوسوكي كوباياشي لاعب كرة قدم ياباني.
- 7 مايو – شينوبو إيتو لاعب كرة قدم ياباني.
- 9 مايو – أوتاكا شينوبو مانغاكا يابانية.
- 12 مايو – كاتسوناري تاكاياما ملاكم ياباني.
- 12 مايو – يوسوكي نيشي لاعب كرة قدم ياباني.
- 13 مايو – هيتويوشي ساتومي لاعب كرة قدم ياباني.
- 17 مايو – ماساهيرو أوكاموتو لاعب كرة قدم ياباني.
- 21 مايو – كاوري شيميزو
- 29 مايو – تسويوشي ناكاأو لاعب كرة قدم ياباني.

### يونيو
- 4 يونيو – تاكويا هارا لاعب كرة قدم ياباني.
- 6 يونيو – ياسوتاكا هونما لاعب كرة قدم ياباني.
- 7 يونيو – جون ماركيز ديفيدسون لاعب كرة قدم ياباني.
- 8 يونيو – مامورو ميانو
- 9 يونيو – أسوكا تاتهإيش لاعب كرة قدم ياباني.
- 10 يونيو – يوكي أوكاموتو لاعب كرة قدم ياباني.
- 11 يونيو – شو غوكو لاعب كرة قدم ياباني.
- 11 يونيو – كي ياماغوتشي لاعب كرة قدم ياباني.
- 11 يونيو – يوشياكي أوتا لاعب كرة قدم ياباني.
- 14 يونيو – هيرواكي كوزوهارا
- 16 يونيو – يويتشي شيباكويا لاعب كرة قدم ياباني.
- 18 يونيو – أكيرا تاكيوتشي لاعب كرة قدم ياباني.
- 24 يونيو – تيتسويا آبي لاعب كرة قدم ياباني.
- 25 يونيو – ياسوهيرو نوموتو لاعب كرة قدم ياباني.
- 27 يونيو – ميتسونوري إيشيتاني لاعب كرة قدم ياباني.
- 27 يونيو – هيروتاكا أوتشيباياشي لاعب كرة قدم ياباني.

### يوليو
- 1 يوليو – شوجو نيشيكاوا لاعب كرة قدم ياباني.
- 1 يوليو – يوشيتاكا أوهاشي لاعب كرة قدم ياباني.
- 3 يوليو – دايشي هيراماتسو لاعب كرة قدم ياباني.
- 8 يوليو – تاتسويا كاموهارا لاعب كرة قدم ياباني.
- 8 يوليو – تاكويا مياموتو لاعب كرة قدم ياباني.
- 9 يوليو – تاكومي سوغابي لاعب كرة قدم ياباني.
- 10 يوليو – تومويا أوتشيدا لاعب كرة قدم ياباني.
- 10 يوليو – كازوكي كوتيرا لاعب كرة قدم ياباني.
- 10 يوليو – ماكوتو كاكودا لاعب كرة قدم ياباني.
- 10 يوليو – هيروشي كيتشيسي لاعب كرة قدم ياباني.
- 11 يوليو – نانا اينو مؤدّية صوت يابانية.
- 12 يوليو – ليإيتشي إكيغامي لاعب كرة قدم ياباني.
- 22 يوليو – كوكي هابتا لاعب كرة قدم ياباني.
- 22 يوليو – نوبورو كوهارا لاعب كرة قدم ياباني.
- 23 يوليو – يوسوكي إيشباتا لاعب كرة قدم ياباني.
- 26 يوليو – دايشي كاتو لاعب كرة قدم ياباني.
- 26 يوليو – شينيا إيكاوا لاعب كرة قدم ياباني.
- 27 يوليو – شوتا تاكاهاشي لاعب كرة قدم ياباني.
- 30 يوليو – ريوهي سوزوكي لاعب كرة قدم ياباني.
- 31 يوليو – تاكاكي شيغيميتسو لاعب كرة قدم ياباني.

### أغسطس
- 1 أغسطس – أتسوشي كاتاكيري لاعب كرة قدم ياباني.
- 3 أغسطس – يوكا تيرازاكي
- 5 أغسطس – دايكي تاموري لاعب كرة قدم ياباني.
- 12 أغسطس – كازوناري واتانابي دراج ياباني.
- 12 أغسطس – كانا أسومي
- 13 أغسطس – شوتا موريشيما
- 15 أغسطس – هيرومي إيواتا متسابق دراجات نارية ياباني.
- 20 أغسطس – تيتسويا كيجيما لاعب كرة قدم ياباني.
- 29 أغسطس – روي كوماتسو لاعب كرة قدم ياباني.
- 30 أغسطس – جون ماتسوموتو
- 31 أغسطس – ناوتا ياماغوتشي لاعب كرة قدم ياباني.

### سبتمبر
- 1 سبتمبر – جون تاناكا لاعب كرة قدم ياباني.
- 1 سبتمبر – هيرويوكي وماتا لاعب كرة قدم ياباني.
- 4 سبتمبر – ناكامارو يويتشي مغني ياباني.
- 5 سبتمبر – تاكاتوشي ماتسوموتو لاعب كرة قدم ياباني.
- 8 سبتمبر – ريوي فوجيك لاعب كرة قدم ياباني.
- 8 سبتمبر – شوسوكي كاتاياما لاعب كرة قدم ياباني.
- 9 سبتمبر – شين كانازاوا لاعب كرة قدم ياباني.
- 12 سبتمبر – نوبوتاكا سوزوكي لاعب كرة قدم ياباني.
- 18 سبتمبر – دايسوكي تاكاهاشي لاعب كرة قدم ياباني.
- 18 سبتمبر – يوزو كوريهارا لاعب كرة قدم ياباني.
- 19 سبتمبر – ريوسوكي أمو لاعب كرة قدم ياباني.
- 22 سبتمبر – يوسوكي يادا لاعب كرة قدم ياباني.
- 24 سبتمبر – أتسوشي إيتو لاعب كرة قدم ياباني.
- 25 سبتمبر – يوهي توكوناجا لاعب كرة قدم ياباني.
- 30 سبتمبر – كينيتشي كاغا لاعب كرة قدم ياباني.

### أكتوبر
- 3 أكتوبر – ناويا كوندو لاعب كرة قدم ياباني.
- 4 أكتوبر – أويدا تاتسويا
- 4 أكتوبر – تاتسونوري ياماغاتا لاعب كرة قدم ياباني.
- 4 أكتوبر – يوكي أوزاوا لاعب كرة قدم ياباني.
- 4 أكتوبر – يوكي أوكادا لاعب كرة قدم ياباني.
- 5 أكتوبر – تسوتومو ماتسودا لاعب كرة قدم ياباني.
- 5 أكتوبر – هيرويوكي هاياشي لاعب كرة قدم ياباني.
- 13 أكتوبر – شينيا واتاتا لاعب كرة قدم ياباني.
- 14 أكتوبر – يوهيي سوزوكي لاعب كرة قدم ياباني.
- 16 أكتوبر – يسوكي كوباياشي لاعب كرة قدم ياباني.
- 17 أكتوبر – توشيهيرو ماتسوشيتا لاعب كرة قدم ياباني.
- 17 أكتوبر – يو إيتو لاعب كرة قدم ياباني.
- 23 أكتوبر – هيروشي ناكانو لاعب كرة قدم ياباني.
- 24 أكتوبر – أوتاكا أراي لاعب كرة قدم ياباني.
- 25 أكتوبر – يوكو أميرة ميكاسا
- 27 أكتوبر – تاكورو أوكوياما لاعب كرة قدم ياباني.
- 30 أكتوبر – ماساكي إيواموتو لاعب كرة قدم ياباني.

### نوفمبر
- 11 نوفمبر – تاتسوهيسا سوزوكي
- 11 نوفمبر – يوهي ناكاتا لاعب كرة قدم ياباني.
- 17 نوفمبر – يوزو مينامي لاعب كرة قدم ياباني.
- 22 نوفمبر – يويا فوناتسو لاعب كرة قدم ياباني.
- 23 نوفمبر – يو كيمورا ملاكم ياباني.
- 23 نوفمبر – يويتشي أكيبا لاعب كرة قدم ياباني.
- 26 نوفمبر – إميري كاتو
- 30 نوفمبر – كينتوكو نوبوريأو لاعب كرة قدم ياباني.
- 30 نوفمبر – هيرويوكي تاكيدا لاعب كرة قدم ياباني.

### ديسمبر
- 1 ديسمبر – شوهي آبي لاعب كرة قدم ياباني.
- 1 ديسمبر – هيروماسا كانازاوا لاعب كرة قدم ياباني.
- 8 ديسمبر – شينغو أكاميني لاعب كرة قدم ياباني.
- 9 ديسمبر – تسوباسا أوشيما لاعب كرة قدم ياباني.
- 13 ديسمبر – كينجي تاناكا لاعب كرة قدم ياباني.
- 13 ديسمبر – يوسوكي إينوسوكا لاعب كرة قدم ياباني.
- 16 ديسمبر – كيي كانيكو لاعب كرة قدم ياباني.
- 16 ديسمبر – ميكا كيكوتشي
- 17 ديسمبر – كوسوكي سايتو ملحن ياباني.
- 20 ديسمبر – تاكوما تيراشيما
- 22 ديسمبر – تاتسونوري أراي لاعب كرة قدم ياباني.
- 22 ديسمبر – يوي كانو مؤدّية صوت يابانية.
- 26 ديسمبر – هيديو أوكاموتو لاعب كرة قدم ياباني.
- 27 ديسمبر – تومو موريموتو عداءة مراثونية يابانية.
- 28 ديسمبر – إيكو ناكامورا لاعبة كرة مضرب يابانية.

## وفيات

### يناير
- 3 يناير – هيديو كوباياشي (مواليد 1902) كاتب ومؤلف ياباني.

### أكتوبر
- 8 أكتوبر – ميجومو تامورا (مواليد 1927) لاعب كرة قدم ياباني.